# Šebrov-Kateřina
Šebrov-Kateřina est une commune du district de Blansko, dans la région de Moravie-du-Sud, en République tchèque. Sa population s'élevait à 827 habitants en 2020.

## Géographie
Šebrov-Kateřina se trouve à 6 km au sud-ouest de Blansko, à 15 km au nord de Brno et à 177 km à l'est-sud-est de Prague.
La commune est limitée par Blansko au nord et à l'est, par Vranov au sud, par Svinošice à l'ouest et par Lipůvka au nord-ouest.

## Histoire
La première mention écrite de la localité date de 1378.